# Битва при Монлери

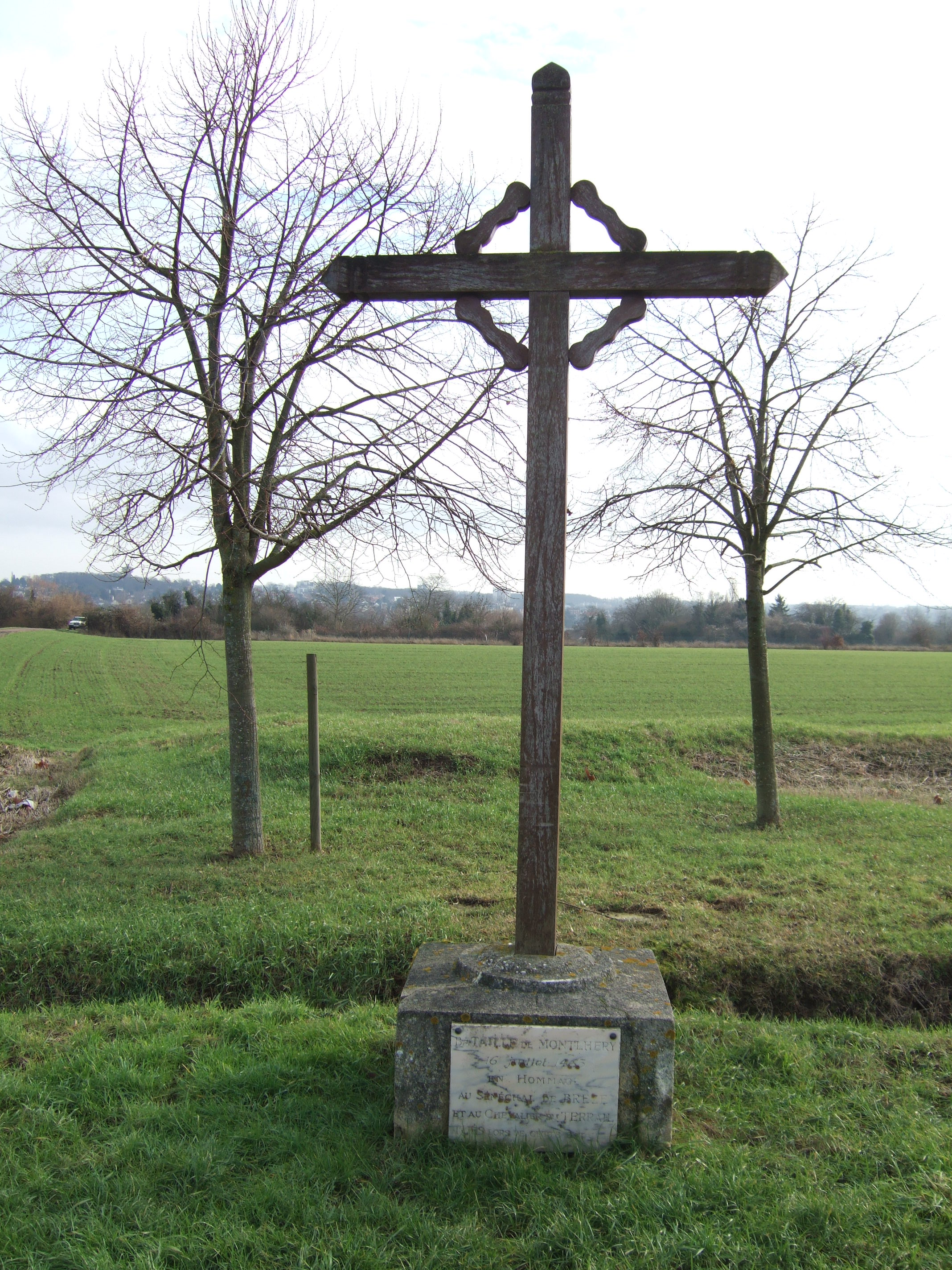
Памятный крест на месте битвы при Монлери в честь павшего в ней Пьера де Брезе

Битва при Монлери (фр. Bataille de Montlhéry) — сражение между королём Франции Людовиком XI и представлявшим Лигу общественного блага графом Шароле Карлом Смелым, произошедшее 16 июля 1465 года. Закончилось без чёткого победителя и не оказало влияния на исход войны.

## Предыстория
Герцог Бургундии Филипп III Добрый поддерживал и даже принимал у себя дофина Людовика во время его конфликта с отцом, королём Франции Карлом VII. Тем не менее, а возможно, даже потому, что он так хорошо узнал его после четырёх лет жизни при бургундском дворе, Людовик XI возмущался амбициями Филиппа, который безжалостно расширял свое герцогство и вёл себя как король в своём собственном праве. В течение первых четырёх лет Людовик XI ввел в действие пункт Аррасского договора и приобрёл города на Сомме в Пикардии за 400 тыс. экю у Филиппа III, к большому гневу его сына Карла, графа Шароле. При этом Людовик XI разорвал свой союз с герцогом Бургундским, у которого он ранее укрывался в течение последних пяти лет правления Карла VII. Это легло в основу образования Лиги общественного блага.
Людовик XI был королём Франции уже четыре года, когда Филипп Добрый вступил в союз с герцогом де Бурбоном Жаном II и бретонским герцогом Франциском II. Другие крупные феодалы надеялись если не на территориальные приобретения, то, по крайней мере, на усиление своей независимости по отношению к французской короне. Помимо Филиппа Доброго, армией которого командовал его сын граф де Шароле, в лигу вошли герцог Франциск II Бретонский, герцог Жан II Бурбонский, герцог Беррийский Шарль Французский (младший брат короля) и герцог Лотарингский Жан де Калабри. Цель союза состояла в создании достаточно мощной армии, чтобы произвести впечатление на короля и добиться от него дипломатических и территориальных уступок. Людовик XI изначально не искал битвы, которую считал слишком рискованной: он желал разобраться со своими противниками по отдельности, используя своё численное превосходство.

## Подготовка к битве
На стороне Людовика XI были Гастон IV де Фуа, крупные города и все подконтрольные провинции. Его армия быстро росла и укрепила границу Пикардии с Бургундией. Он передал защиту этой границы в руки маршалла Жоашена Руо, и послал своего дядю Карла Мэнского с 12 тыс. солдат против Бретани, взял в апреле остальную часть армии вместе с шотландской гвардией против Бурбона. После того, как он завоевал Мулен, герцог Бурбонский, граф Арманьяк Жан V и сеньор Альбре Жан I подписали мирный договор на условиях короля.
Бургундцы прибыли в Шампань в конце мая и 5 июля достигли Сен-Дени. Не встречая сопротивления, они двинулись дальше и, в конце концов, 8 июля напали на Париж. Только с 20 июня бретонская армия двинулась вверх по Луаре, причем 12 тыс. человек графа Мэна не препятствовали её маршу. 13 июля они были в 50 км от Божанси, где смогли атаковать короля с фланга и соединиться с бургундскими войсками, образовав войско в 35 тыс. Армия Бретани прибыла 13 июля в Божанси и намеревалась объединиться с бургундцами и атаковать примерно такую же по численности королевскую армию. 12 июля граф де Шароле обошёл Париж по мосту Сен-Клу.
Столкнувшись с одновременным вторжением в Шампань и нападением на Париж, Людовик XI разделил свою армию. Его пехота и артиллерия продолжали идти к границам Бургундии, но сам он отправился на север, в то время как столица оказалась окружённой врагами. В конце концов, он и Карл атаковали бретонцев с двух сторон и успешно помешали объединению. В ночь с 14 на 15 июля армия Людовика XI соединилась с войсками во главе с его дядей и начала готовиться к будущему бою.
Чтобы избежать уничтожения бретонцев, граф Шароле пошёл на Арпажон, а герцоги Бретани и Берри возвратились на север. 15 июля Карл продолжил осторожно продвигаться на юг, приказав своим лейтенантам избегать боя. Тем временем Людовик XI отслужил 9 месс в одной рубашке, стоя на коленях на голой земле. Он также поручил маршалу Руо, находившемуся в Париже, менее чем в 24 км от Монлери, на следующий день совершить вылазку в тыл бургундцев, готовясь к настоящей битве на уничтожение.

## Ход сражения
После тяжёлого марша, в результате которого часть армии остались позади, Людовик XI и его люди на рассвете прибыли в Этамп. На стороне короля было 15 000 солдат, в основном кавалерия. Он столкнулся с противником, у которого было до 20 тыс. солдат и значительная артиллерия. Люди короля были полны решимости сражаться, в отличие от их врагов. Артиллерия нанесла позициям короля серьёзный урон, но его солдаты устояли. Во время последовавшего боя многие воины с обеих сторон устраивали поединки посреди поля между обеими армиями, пытаясь отличиться. Кроме того, с обеих сторон время от времени продвигались вперёд в поисках боя отдельные отряды, но после окончания схватки возвращались на свои исходные места.
В 14 часов пополудни Людовик XI решил двинуться вперед. Пьер де Брезе, который держал правое крыло армии, должен был идти первым, затем Людовик атаковал центр вражеской армии, потом в дело вступил его дядя. Де Брезе удалось прорвать оборону, и в ходе последующего беспорядка король Людовик, в свою очередь, атаковал сердце вражеской армии. Когда Пьер де Брезе пал в бою, его разъярённые воины расправились со своим противником. Однако люди под командованием Карла IV испортили победу, избежав боя. В конце концов, граф был прямой целью самого графа Шароле и его соратников. Вместо победы Людовик XI столкнулся с хаосом, его самого даже сбросили с лошади. Наконец его враги все же отступили, но его собственные силы были слишком рассеяны и, не в состоянии преследовать притивника, французский король после их окончания отступил в Корбей. Граф Мэн также скрылся от преследователей.
Как бы то ни было, в конце дня Людовик XI нанес достаточно потерь сторонникам Лиги, чтобы королевская армия без происшествий достигла Парижа, хотя и стала проигравшей на поле битвы. В конце концов, Бретань и другие члены Лиги общественного блага смогли присоединиться к бургундцам в начавшейся 19 августа 1465 года осаде Парижа.